# Tautoneura indefinita
Tautoneura indefinita är en insektsart som först beskrevs av Irena Dworakowska 1970.  Tautoneura indefinita ingår i släktet Tautoneura och familjen dvärgstritar.
Artens utbredningsområde är Fiji. Inga underarter finns listade i Catalogue of Life.